# Tripteroides tenax
Tripteroides tenax är en tvåvingeart som beskrevs av Meijere 1910. Tripteroides tenax ingår i släktet Tripteroides och familjen stickmyggor. Inga underarter finns listade i Catalogue of Life.